# List do trzech żon
List do trzech żon (ang. A Letter to Three Wives) – amerykański film z 1949 roku w reżyserii Josepha L. Mankiewicza. Film w 1950 roku był nominowany m.in. w trzech kategoriach do Oscara z czego ostatecznie zdobył dwie statuetki.

## Fabuła
Trzy zamożne przyjaciółki z jednego miasta - Lora (Linda Darnell), Rita (Ann Sothern) i Deborah (Jeanne Crain) - w drodze na wycieczkę w całodniowy rejs dostają list. Nieznana im rozwódka, imieniem Addie, w pozornie serdecznych słowach powiadamia, że właśnie ucieka z mężem jednej z nich. Seria retrospekcji przekonuje, że każda z pań ma powody, by niepokoić się o własne małżeństwo.